# Musina
Musina (officieel Musina Local Municipality) is een stad en gemeente in het Zuid-Afrikaanse district Vhembe.
Musina ligt in de provincie Limpopo en telt 68.359 inwoners.

## Hoofdplaatsen
Het nationaal instituut voor de statistiek, Stats SA, deelt sinds de census 2011 deze gemeente in in 7 zogenaamde hoofdplaatsen (main place):
Beit Bridge • Madimbo • Malale • Mapungubwe Nature Reserve • Mopane • Musina • Musina NU.